# Пак Чхоль Мин
Пак Чхольмин (кор. 박철민, р.21 сентября 1982) — северокорейский дзюдоист, призёр Олимпийских игр.

## Биография
Родился в 1982 году. В 2008 году завоевал бронзовую медаль Олимпийских игр в Пекине.